# Oznaczenie Bayera
Oznaczenie Bayera – sposób oznaczania gwiazd, w którym każda z nich jest definiowana przez literę grecką lub łacińską oraz łacińską dopełniaczową nazwą gwiazdozbioru. Pierwotna liczba gwiazd z oznaczeniem Bayer wynosiła 1564.
Większości jasnych gwiazd nazwy naukowe zostały przyznane przez niemieckiego astronoma Johanna Bayera na początku wieku XVII, w 1603 w jego atlasie gwiazd Uranometria (nazwanym na cześć Uranii, greckiej muzy astronomii a także Uranosa, greckiego boga nieba). Johann Bayer płynął do różnych części świata, także na półkulę południową, by przeprowadzać swoje obserwacje astronomiczne. Bayer przypisywał małe litery alfabetu greckiego (alfa (α), beta (β), gamma (γ) itd.) każdej gwieździe, którą skatalogował. Bayer wtedy dołączał do tejże litery nazwę gwiazdozbioru, w którym ta gwiazda leży, w dopełniaczu, by podkreślić, że dana gwiazda należy do danego gwiazdozbioru. Dla przykładu: Bayer oznaczył grecką literą alfa (α) konkretną gwiazdę w gwiazdozbiorze Byka, dodał więc literę α do nazwy Tauri, która jest dopełniaczem łacińskiej nazwy gwiazdozbioru Taurus, by zaznaczyć, że dana gwiazda należy do gwiazdozbioru Byka. W związku z tym, naukową nazwą tej gwiazdy jest α Tauri (inaczej alfa Tauri), co znaczy „alfa Byka”. Pojedynczy gwiazdozbiór może w sobie zawierać bardzo wiele gwiazd, ale są tylko 24 litery alfabetu greckiego, więc gdy skończyły się litery greckie, zaczął on używać małych liter alfabetu łacińskiego, a następnie wielkich.

## Czy alfa zawsze oznacza najjaśniejszą gwiazdę
W oznaczeniu Bayera litery są generalnie przypisywane gwiazdom według ich jasności obserwowanej, od najjaśniejszej do najsłabszej. Najjaśniejsza gwiazda w danym gwiazdozbiorze to alfa (α), dalej beta (β), trzecią co do jasności gwiazdą jest gamma (γ) itd. Jednakże były to tylko założenia, gdyż brak dostępnych środków technicznych w jego czasach uniemożliwiał dokładne pomiary, przez co nie zawsze litera odpowiada jasności gwiazdy. Jednakże, jako że większość gwiazd oznaczonych literą alfa jest też najjaśniejszymi w swoim gwiazdozbiorze, wielu ludzi błędnie przypuszcza, że oznaczenie Bayera dokładnie określa kolejność gwiazd w gwiazdozbiorach co do jasności. Tradycyjnie gwiazdy były oznaczane 6 klasami jasności, więc w katalogu gwiazdy 1 klasy jasności mają wcześniejszą literę niż gwiazdy 2 czy 3 klasy. Jednakże wewnątrz każdej klasy jasności nie próbowano uporządkować gwiazd według jasności. Bayer nie zawsze oznaczał gwiazdy właśnie w taki sposób, lecz czasami litery przypisywał biorąc pod uwagę umiejscowienie gwiazdy w gwiazdozbiorze, biorąc pod uwagę kolejność, w której gwiazdy danego gwiazdozbioru wschodzą, mitologiczną lub historyczną wagę danej gwiazdy czy też przez przypadek. Gwiazdy często były niezgrabnie przyporządkowywane od głowy do stóp lub ogona gwiazdozbioru (tak jak gwiazdy w Wielkim Wozie). Wniosek z tego taki: „alfa” (α) nie zawsze jest najjaśniejszą gwiazdą swojego gwiazdozbioru; wśród 88 gwiazdozbiorów jest co najmniej 30 gwiazdozbiorów, w których „alfa” nie jest najjaśniejszą gwiazdą, a 4 z tych 30 w ogóle nie posiada „alfy”.

## Gwiazdozbiór Orionajako przykład metody Bayera
| Oznaczenie Bayera | Wielkość gwiazdowa | Nazwa tradycyjna |
| ----------------- | ------------------ | ---------------- |
| α Ori             | 0,45               | Betelgeza        |
| β Ori             | 0,18               | Rigel            |
| γ Ori             | 1,64               | Bellatrix        |
| δ Ori             | 2,23               | Mintaka          |
| ε Ori             | 1,69               | Alnilam          |
| ζ Ori             | 1,70               | Alnitak          |

Gwiazdozbiór Oriona w doskonały sposób obrazuje metodę Bayera. Warto pamiętać, że im mniejsza wielkość gwiazdowa gwiazdy, tym ona jest jaśniejsza. Dodatkowo gwiazda o wielkości gwiazdowej 2 może mieć dokładną jasność gdzieś w przedziale 1,51–2,50. Bayer najpierw oznaczył dwie gwiazdy o wielkości 1, Betelgezę i Rigel, jako alfę i betę: alfą została Betelgeza (ramię), betą zaś Rigel (stopa), mimo że Rigel jest jaśniejszy.
Pas Oriona składa się z trzech jasnych gwiazd: delta Orionis, epsilon Orionis i zeta Orionis, jednakże najjaśniejszą gwiazdą pasa nie jest „delta”, lecz „epsilon”. Bayer gwiazdy te oznaczył według kolejności, w której gwiazdy te wschodzą na niebie.

## Inne przykłady oznaczeń Bayera
Metoda korzystająca z kolejności, w której gwiazdy z gwiazdozbioru wschodzą została wykorzystana w wielu innych przypadkach, na przykład przy Kastorze i Polluksie z gwiazdozbioru Bliźniąt. Mimo że Polluks jest jaśniejszy od Kastora, to jemu przypadła litera alfa, gdyż to on wstaje jako pierwszy. Bayer mógł także oznaczyć tak te gwiazdy z pobudek historycznych i mitologicznych: historycznie i mitologicznie imię Kastor wymawiane jest pierwsze (Kastor i Polluks) ilekroć bliźniacy są wspominani.
Mimo że najjaśniejszą gwiazdą Smoka jest Eltanin (gamma Draconis), Thuban został oznaczony jako „alfa” przez Bayera, ponieważ Thuban był gwiazdą polarną 4000 lat temu. Prawie wszystkie jasne gwiazdy będące kiedyś gwiazdami polarnymi, wliczając Wegę, Alderamina i Polaris, zostały oznaczone jako „alfa” (α) przez Bayera.
Czasami w oznaczeniach gwiazd nie ma żadnego porządku, co ilustrują gwiazdozbiory Lutni i Strzelca, gdzie Bayer losowo przyporządkowywał gwiazdom litery (litery greckie były używane w starożytności do przedstawiania kolejnych liczb całkowitych, więc schemat Bayera mógł być równoważny do numerowania gwiazd).
Litery łacińskie są rzadko stosowane, ale zdarzają się wyjątki takie jak h Persei (tak naprawdę jest to gromada gwiazd) czy P Cygni. Warto zanotować, że najwyższą literą w oznaczeniu Bayera jest „Q”, a nazwy takie jak R Leporis czy W Ursae Majoris są oznaczeniami gwiazd zmiennych.
Dalsze komplikacje występują przy korzystaniu z indeksów numerycznych do wyróżnienia gwiazd o tym samym oznaczeniu Bayera. Często są to gwiazdy podwójne (często są to tylko pary optyczne), ale są też wyjątki, takie jak ciąg gwiazd π1, π2, π3, π4, π5 i π6 Orionis.

## Poprawki w oznaczeniu Bayera
Gdy Międzynarodowa Unia Astronomiczna (IAU) w 1930 wyznaczyła oficjalnie granice 88 współczesnych gwiazdozbiorów, część gwiazd zostało oddzielonych od swoich gwiazdozbiorów. IAU ogłosiło, że te gwiazdy i inne obiekty astronomiczne mogą być przyporządkowane tylko do jednego gwiazdozbioru. W wyniku tego tym gwiazdom zostały przyporządkowane nowe oznaczenia Bayera. Dla przykładu, β Tau, wcześniej znana jako γ Aur i α And, wcześniej znana jako δ Peg. Inna gwiazda, σ Lib, wcześniej była znana jako γ Sco, jednakże nie znajduje się ona blisko granicy Skorpiona i Wagi, lecz głęboko wewnątrz Wagi. Tym niemniej oznaczenia Bayera dowiodły swojej użyteczności i są używane po dziś dzień.

## Sposób zapisywania oznaczeń Bayera
Występują dwa tradycyjne sposoby zapisy oznaczeń Bayera. Można zapisywać pełnymi nazwami, np. alfa Canis Majoris lub beta Persei, albo też za pomocą małej litery greckiej wraz z 3-literowym skrótem gwiazdozbioru, np. α CMa lub β Per. Wcześniejsze 4-literowe skróty (takie jak α CMaj) nie są już dziś stosowane.